# Antisophira vittata
Antisophira vittata är en tvåvingeart som beskrevs av Hardy 1974. Antisophira vittata ingår i släktet Antisophira och familjen borrflugor. Inga underarter finns listade i Catalogue of Life.